# Edward Łazikowski
Edward Łazikowski (ur. 22 stycznia 1939 w Bąkowie Górnym) – polski artysta neoawangardowy – rzeźbiarz, rysownik, malarz, performer, fotograf i doktor sztuki.

## Życiorys
Łazikowski studiował w Państwowej Wyższej Szkole Sztuk Plastycznych w Łodzi w latach 1970–1975. Był związany był ze środowiskiem neoawangardowym w Łodzi, w tym latach 80. XX w. z Galerią Ślad Janusza Zagrodzkiego, Galerią Wschodnią, a w latach 90. z Galerią 86 i Muzeum Artystów oraz Galerią FF. W latach 1985–1989 działał w grupie artystycznej „Nawa św. Krzysztofa” działającej przy łódzkim kościele Jezuitów. Od 2002 wykłada w Wyższej Szkole Humanistyczno-Ekonomicznej w Łodzi.
Jego prace znajdują się w zbiorach Muzeum Sztuki w Łodzi, Muzeum Narodowego w Warszawie, Muzeum Sztuki Współczesnej w Radomiu, Centrum Rzeźby Polskiej w Orońsku oraz w Muzeum im. Puszkina w Moskwie.

## Wybrane wystawy

### Wystawy indywidualne
- 1981 – Performance pikturalny, Galeria Ślad, Łódź;
- 1986 – Obiekty, Galeria Stodoła, Warszawa;
- 1987 – 2 instalacje i performance, Galeria Moltkerei-Werkstatt, Kolonia;
- 1988 – Konstrukty. Rysunki i obiekty rzeźbiarskie, Galeria Grodzka, BWA Lublin;
- 1992 – Teraz i przedtem, Muzeum Artystów, Łódź;
- 1993 – Instalacje, obiekty, pokaz na żywo, Międzynarodowe Centrum Sztuki, Poznań;
- 1993 – Edward Łazikowski, Centrum Sztuki Współczesnej, Warszawa;
- 1995 – Edward Łazikowski. Fragtory – Integratory, Galeria FF, Łódź;
- 1995 – Edward Łazikowski. Psucie i reperowanie. Betonowe obrazy, Galeria 86, Łódź;
- 1996 – Mała retrospektywa i po-kazanie-mody, Międzynarodowe Centrum Sztuki, Poznań;
- 1998 – Edward Łazikowski. Obiekty z lat 1979–1997. Rysunki, rzeźby, obrazy, fotografie, Muzeum Sztuki w Łodzi i Centrum Rzeźby Polskiej w Orońsku;
- 1998/1999 – Edward Łazikowski, Galeria Awangarda, BWA Wrocław;
- 2003 – Drabiniastość barier, Galeria Miejska Arsenał, Poznań;
- 2008 – Wyobrazy i supozycje, Galeria XX1, Warszawa; performance „Wyrw”;
- 2011 – Fenomeno-Post-Postacie, Galeria FF, Łódź;
- 2014 – Ponad-globalne Idee Twórcze, Galeria Re:Medium, Łódź[2].

### Wystawy zbiorowe
- 1981 – Panoptikon, IX Spotkania Krakowskie, Kraków;
- 1987 – Realizm radykalny i abstrakcja konkretna, Muzeum Narodowe w Warszawie;
- 1989 – Colori strappati – Oggetti presunti, Galeria Sala 1, Rzym, Włochy[4];
- 1990 – Konstrukcja w Procesie, Centralne Muzeum Włókiennictwa, Łódź;
- 1992 – Spotkanie i Tworzenie, Międzynarodowe Centrum Sztuki, Poznań;
- 1992 – Łódzki ruch neoawangardowy 1970–1992, Pałac Grohmana w Łodzi;
- 1992 – Nowoczesna rzeźba polska, Centrum Rzeźby Polskiej, Orońsko;
- 1997 – Żywa Galeria. Łódzki progresywny ruch artystyczny 1969–1997, Galeria Zachęta, Warszawa;
- 2002 – Wokół dekady. Fotografia polska lat 90., Łódź[2].

## Publikacje
- „Fragtoryzacja świata. Labirynt refleksji o światowych procesach formotwórczych” (2004),
- „Zew nieskończoności” (2012),
- „Bezdrożami – w kolizjach – bez wyższości” (2015)[5].